# Torneo de las Cinco Naciones 1973
El Torneo de las Cinco Naciones de 1973 fue la 79° edición del principal Torneo del hemisferio norte de rugby.
El torneo fue compartido entre las cinco selecciones participantes al producirse un empate entre todas ellas al lograr 2 victorias y 2 derrotas cada una.

## Clasificación
| Lugar | Selección  | Partidos | Partidos | Partidos  | Partidos | Puntos  | Puntos    | Puntos | Tabla de puntos |
| Lugar | Selección  | Jugados  | Ganados  | Empatados | Perdidos | A favor | En contra | dif.   | Tabla de puntos |
| ----- | ---------- | -------- | -------- | --------- | -------- | ------- | --------- | ------ | --------------- |
| 1     | Gales      | 4        | 2        | 0         | 2        | 53      | 43        | +10    | 4               |
| 1     | Irlanda    | 4        | 2        | 0         | 2        | 50      | 48        | +2     | 4               |
| 1     | Francia    | 4        | 2        | 0         | 2        | 38      | 36        | +2     | 4               |
| 1     | Escocia    | 4        | 2        | 0         | 2        | 55      | 59        | -4     | 4               |
| 1     | Inglaterra | 4        | 2        | 0         | 2        | 52      | 62        | -10    | 4               |

## Resultados
| 13 de enero | Francia | 16 - 13 | Escocia | Parc des Princes, París |  |

| 20 de enero | Gales | 25 - 9 | Inglaterra | Cardiff Arms Park, Cardiff |  |

| 3 de febrero | Escocia | 10 - 9 | Gales | Estadio Murrayfield, Edimburgo |  |

| 10 de febrero | Irlanda | 18 - 9 | Inglaterra | Lansdowne Road, Dublín |  |

| 24 de febrero | Escocia | 19 - 14 | Irlanda | Estadio Murrayfield, Edimburgo |  |

| 24 de febrero | Inglaterra | 14 - 6 | Francia | Twickenham Stadium, Londres |  |

| 10 de marzo | Gales | 16 - 12 | Irlanda | Cardiff Arms Park, Cardiff |  |

| 17 de marzo | Inglaterra | 20 - 13 | Escocia | Twickenham Stadium, Londres |  |

| 24 de marzo | Francia | 12 - 3 | Gales | Parc des Princes, París |  |

| 14 de abril | Irlanda | 6 - 4 | Francia | Lansdowne Road, Dublín |  |

## Premios especiales
- Copa Calcuta:  Inglaterra